# Nyctosia tenebrosa
Nyctosia tenebrosa là một loài bướm đêm thuộc phân họ Arctiinae, họ Erebidae.